# Distrito de Anta (Acobamba)
El distrito de Anta es uno de los ocho distritos de la provincia de Acobamba, ubicada en el departamento de Huancavelica, bajo la administración del gobierno regional de Huancavelica, Perú.
Desde el punto de vista jerárquico de la Iglesia católica, forma parte de la diócesis de Huancavelica.

## Historia
El distrito fue creado mediante Ley del 15 de enero de 1943, en el gobierno del Presidente Manuel Prado Ugarteche y comunero elias contreras soto de centro poblado tambraico

## Geografía
El distrito tiene una superficie de 91,36 km². Su capital es la ciudad de Anta.

## Autoridades

### Municipales
- 2023-2026[3][4]
  - Alcalde: Zenón Paitán Lanazca, Movimiento Regional Trabajando para Todos.
  - Regidores:  Donato Romulo Soto Crispin (Ayni), Sulma Ochoa Montano (Ayni), Avelina Escobar Curipaco (Ayni), Julio Escobar Machuca (Ayni), Humberto Escobar Landeo (Proyecto Integracionista de Comunidades Organizadas).[5]

### Policiales
- Comisario: Mayor PNP.

### Religiosas
- Diócesis de Huancavelica[6]
  - Obispo de Huancavelica: Monseñor Isidro Barrio Barrio.[7] (2005 - ).